# Pingasa nyctemerata
Pingasa nyctemerata är en fjärilsart som beskrevs av Walker 1860. Pingasa nyctemerata ingår i släktet Pingasa och familjen mätare. Inga underarter finns listade i Catalogue of Life.